# Шнайдер, Вальтер
Вальтер Шнайдер (нем. Walter Schneider; 15 января 1927, Зиген, Германия — 27 марта 2010, Зиген, Германия) — немецкий авто и мотогонщик, 2-кратный чемпион мира по шоссейно-кольцевым гонкам в классе мотоциклов с колясками , чемпион Германии 1958 года.

## Спортивная карьера (мотоциклы)
Вальтер Шнайдер начал свою гоночную карьеру в 1949 году в качестве пассажира, его пилотом выступал берлинский гонщик Курт Бах. С 1950 года Шнайдер выступает на собственном мотоцикле с двигателем BMW R-66 уже в качестве пилота; его пассажир — Ганс Валь. Он одерживает ряд побед в местных гонках: в Дибурге, Лорше, Реклингхаузене.
В 1953 году Шнайдер присоединяется к заводской команде Norton и успешно выступает в Чемпионате Германии, заняв вместе с пассажиром Вальтером Нуссером четвёртое место. С 1954 года и до конца карьеры Шнайдер выступает во всех гонках со своим постоянным пассажиром Гансом Штраусом и добивается значительных успехов на частном BMW RS-54, в том числе побеждает в знаменитой гонке Isle of Man TT 1955 года. В общем зачёте того сезона они со Штраусом занимают 3-е место.

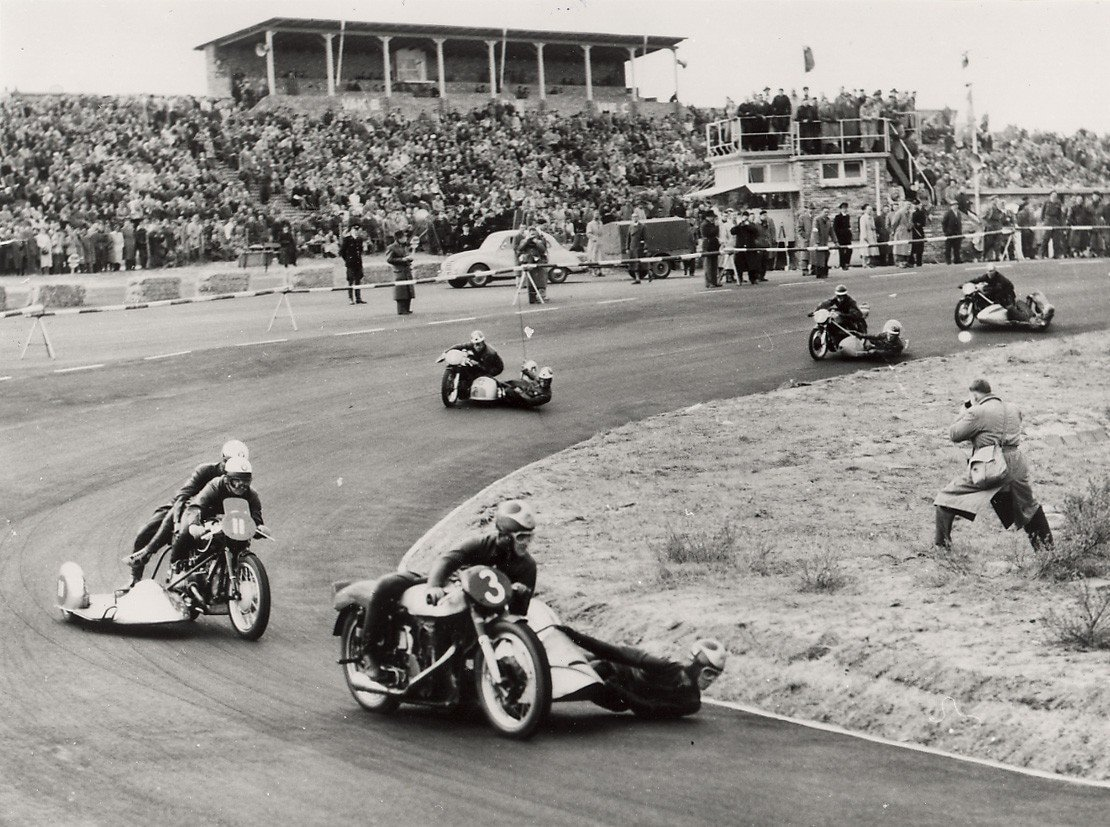
Вальтер Шнайдер (#11) позади Боба Митчелла (#3)

Этот успех не остаётся незамеченным заводской командой BMW, но в ней Шнайдер и Штраус проводят всего один сезон: весь 1956 год их преследуют технические проблемы и в частности отказы двигателя. Пилоты ни разу даже не поднимаются на подиум. Поэтому по окончании сезона они уходят из заводской команды и продолжают выступать на частном BMW RS-54. Дела сразу идут в гору: три сезона подряд они выигрывают гонки, а в 1958 и 1959 годах завоёвывают чемпионский титул, обойдя пилотов заводской команды.
В 1958 году забавный инцидент произошёл на внезачётном Гран-При ГДР по шоссейно-кольцевым мотогонкам. Четыре сольных класса Гран-При выиграли два пилота из ГДР (Эрнст Дегнер и Хорст Фюгнер), швейцарец Луиджи Тавери и британец Дики Дейл, но в классе мотоциклов с коляской победили Шнайдер и Штраус из Западной Германии. Оркестр отказался исполнять гимн ФРГ (Песнь немцев и исполнил во время награждения гимн СССР, за что публика освистала оркестр.
В 1959 году дуэт попадает в серьёзную аварию в гонке чемпионата Германии; и пилот, и пассажир принимают решение о завершении активной карьеры в мотогонках.

## Спортивная карьера (автомобили)
Уже в 1960 году Шнайдер возвращается в спорт — теперь уже на четырёх колёсах, и снова в заводской команде BMW. Выступает он блестяще и в 1961 году становится чемпионом Германии по шоссейно-кольцевым гонкам на спортивных автомобилях в классе с объёмом двигателя до 700 см³, а также выигрывает чемпионаты Германии и Австрии по подъёму на холм.
Спортивную карьеру Вальтера Шнайдера завершает авария. Сезон 1964 года обещал быть для него успешным: он лидировал в Чемпионате Европы по кузовным гонкам, но попал в серьёзную аварию на своём BMW 1800 TI в горной гонке на Мон-Ванту во Франции. Он потерял управление, и автомобиль сорвался с крутого склона, пролетев, переворачиваясь, несколько сотен метров. Шнайдер выжил, но после нескольких недель в больнице решил повесить гоночный шлем на гвоздь.

## После окончания карьеры
После окончания карьеры Шнайдер вплотную занялся бизнесом — автозаправочной станцией, которую он приобрёл ещё в 1958-м. В 1962-м он открыл автомастерскую, а затем расширил её до полноценного автосалона. Сегодня компания, управляемая Куртом и Йостом, сыновьями Вальтера Шнайдера, имеет несколько филиалов в различных городах Германии, является официальным дилером марок Volkswagen, Audi и Škoda; в ней работает более сотни человек.
Скончался Вальтер Шнайдер у себя дома, в родном Зигене, 27 марта 2010 года в возрасте 83 лет.

## Результаты выступлений в Чемпионате мира по шоссейно-кольцевым гонкам на мотоциклах с колясками
| Легенда к таблице |                                                 |
| --- | ----------------------------------------------- |
| В таблице перечислены результаты всех этапов чемпионата мира, в которых принимал участие гонщик либо пассажир. Строками таблицы являются сезоны, столбцами все гонки этапов чемпионата мира, напарник и мотоцикл. В клетках указаны сокращённое название этапа и результат, клетка дополнительно обозначена цветом. Расшифровка обозначений и цветов представлена в нижеследующей таблице. |                                                 |
| \| Пример \| Описание \| \| ------------ \| ----------------------------------------------- \| \| 1 \| Победитель \| \| 2 \| Второе место \| \| 3 \| Третье место \| \| \| Финишировал в очковой зоне \| \| \| Финишировал вне очковой зоны \| \| НКЛ \| Не классифицирован \| \| Сход \| Не финишировал \| \| НКВ \| Не прошёл квалификацию \| \| НПКВ \| Не прошёл предварительную квалификацию \| \| ДСК \| Дисквалифицирован \| \| ИСК \| Исключён из протокола соревнований \| \| НС \| Не стартовал в гонке \| \| Т \| Травмирован или болен \| \| ОТК \| Отказ от участия \| \| НТР \| Прибыл на соревнования, но на трассу не выезжал \| \| НПР \| Не прибыл к началу соревнований \| \| НД \| Недопущен до старта \| \| О \| Гонка отменена \| \| НУ \| Не участвовал \| \| Поул-позиция \| \| \| Быстрый круг \| \| |                                                 |
| Пример | Описание                                        |
| 1 | Победитель                                      |
| 2 | Второе место                                    |
| 3 | Третье место                                    |
| | Финишировал в очковой зоне                      |
| | Финишировал вне очковой зоны                    |
| НКЛ | Не классифицирован                              |
| Сход | Не финишировал                                  |
| НКВ | Не прошёл квалификацию                          |
| НПКВ | Не прошёл предварительную квалификацию          |
| ДСК | Дисквалифицирован                               |
| ИСК | Исключён из протокола соревнований              |
| НС | Не стартовал в гонке                            |
| Т | Травмирован или болен                           |
| ОТК | Отказ от участия                                |
| НТР | Прибыл на соревнования, но на трассу не выезжал |
| НПР | Не прибыл к началу соревнований                 |
| НД | Недопущен до старта                             |
| О | Гонка отменена                                  |
| НУ | Не участвовал                                   |
| Поул-позиция |                                                 |
| Быстрый круг |                                                 |

| Год  | Пассажир          | Мотоцикл | 1        | 2     | 3     | 4        | 5        | 6     | Место | Очки    |
| ---- | ----------------- | -------- | -------- | ----- | ----- | -------- | -------- | ----- | ----- | ------- |
| 1954 | Ганс Штраус       | BMW      | MAN 4    | ULS 5 | BEL 5 | GER 2    | SUI 4    | NAT   | 4     | 14 (16) |
| 1955 | Ганс Штраус       | BMW      | ESP      | MAN 1 |       | BEL 3    | NED Сход | NAT 2 | 3     | 22      |
| 1955 | Манфред Грюнвальд | BMW      |          |       | GER 3 |          |          |       | 3     | 22      |
| 1956 | Ганс Штраус       | BMW      | MAN Сход | NED   | BEL 8 | GER 4    | ULS      | NAT 6 | 10    | 4       |
| 1957 | Ганс Штраус       | BMW      | GER 2    | MAN 2 | NED   | BEL 1    | NAT      |       | 2     | 20      |
| 1958 | Ганс Штраус       | BMW      | MAN 1    | NED 2 | BEL 1 | GER 1    |          |       | 1     | 24 (30) |
| 1959 | Ганс Штраус       | BMW      | FRA 2    | MAN 1 | GER 2 | NED Сход | BEL 1    |       | 1     | 28      |

## Результаты выступлений на гонке Isle of Man TT[8]
| Год  | Класс      | Мотоцикл | Пассажир    | Позиция в классе |
| ---- | ---------- | -------- | ----------- | ---------------- |
| 1954 | Sidecar TT | BMW      | Ганс Штраус | 4                |
| 1955 | Sidecar TT | BMW      | Ганс Штраус | 1                |
| 1956 | Sidecar TT | BMW      | Ганс Штраус | Сход             |
| 1957 | Sidecar TT | BMW      | Ганс Штраус | 2                |
| 1958 | Sidecar TT | BMW      | Ганс Штраус | 1                |
| 1959 | Sidecar TT | BMW      | Ганс Штраус | 1                |